# Hylaeus peringueyi
Hylaeus peringueyi är en biart som först beskrevs av John Colburn Bridwell 1919.  Hylaeus peringueyi ingår i släktet citronbin, och familjen korttungebin. Inga underarter finns listade i Catalogue of Life.